# ムスワティ3世
ムスワティ3世（スワジ語: Mswati III, 1968年4月19日 - ）は、エスワティニの第8代国王（在位: 1986年4月25日 - ）。本名はマコセティブ・ドラミニ（Makhosetive Dlamini）。

## 来歴

### 青年期
1968年4月19日、イギリスから独立する4カ月前にマンジニのラレイ＝フィトキン記念病院で生まれる。王立学校卒業後は士官候補生としてスワジランド軍に入隊する。1982年12月22日に父王・ソブーザ2世が崩御すると、ムスワティは王室諮問評議会によって国王に推戴され、1983年9月に王太子となる。ムスワティは国王としての教養を身に付けるためイギリスに留学し、その間は父の妃ゼリーウェとヌトンビが摂政として国務を代行した。

### 国王即位

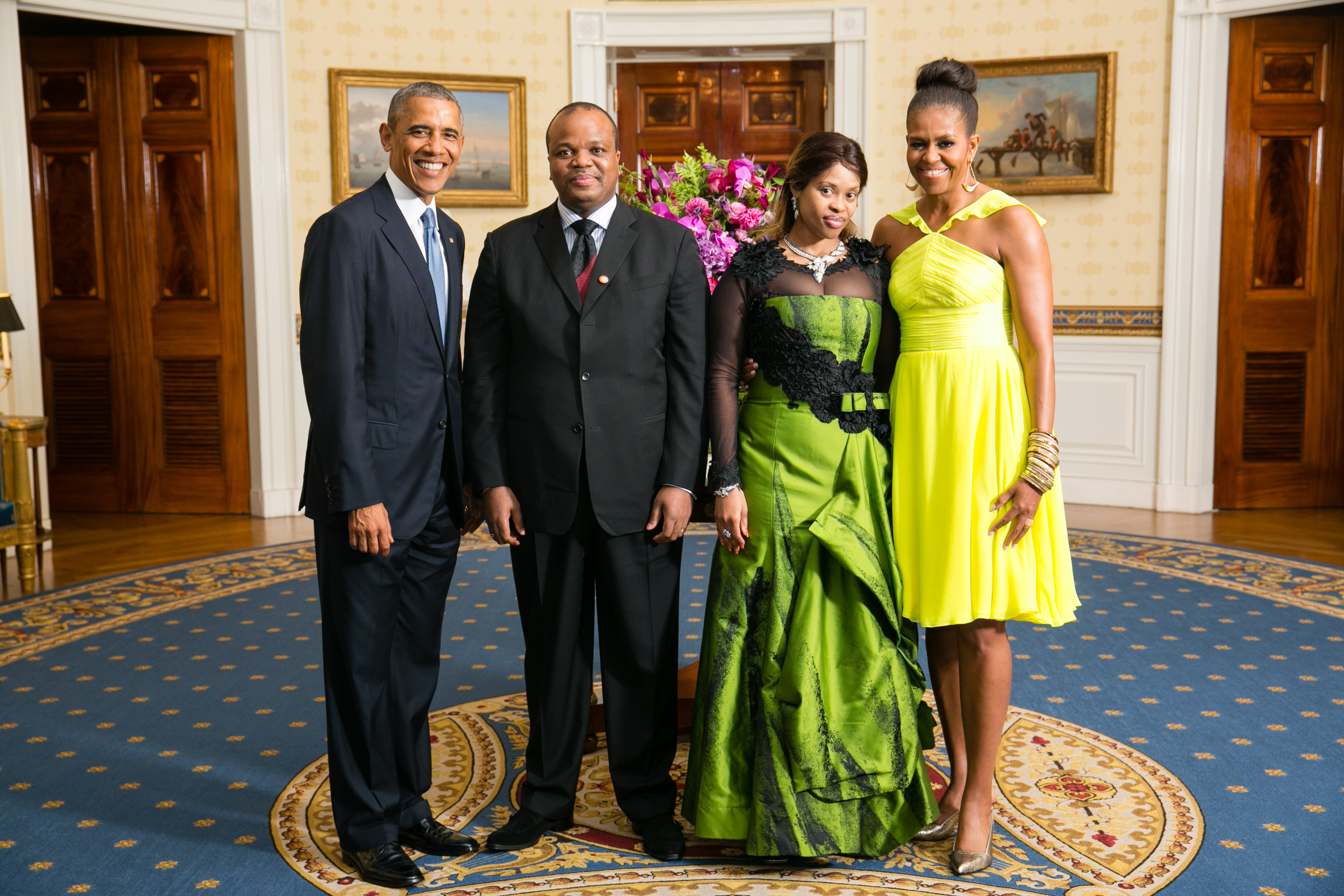
ムスワティ3世・同妃とバラク・オバマ夫妻（2014年）

1986年に帰国し、4月25日に18歳で即位する。ブータンのジグミ・ケサル・ナムゲル・ワンチュクが即位するまで世界最年少の国王であり、コンゴ民主共和国のジョゼフ・カビラが大統領に就任するまで世界最年少の国家元首だった。また、日本の中曽根康弘首相への国王即位式典招待状の宛名が「日本国王ナカソネ」とされていたため話題となった。
アフリカ最後の絶対君主として君臨し、父が解散させた議会を復活させるが、立法権は付与されておらず、国王の諮問機関としての役割しか与えられていない。行政権は首相の管轄だが、首相はドラミニ家の人間が就任することが常態化しており、最高裁判所長官も国王によって任命される。また、政党を解散する権限を持ち、議会の決定を拒否することも認められているなど、強大な権限を有している。

### 圧政への批判

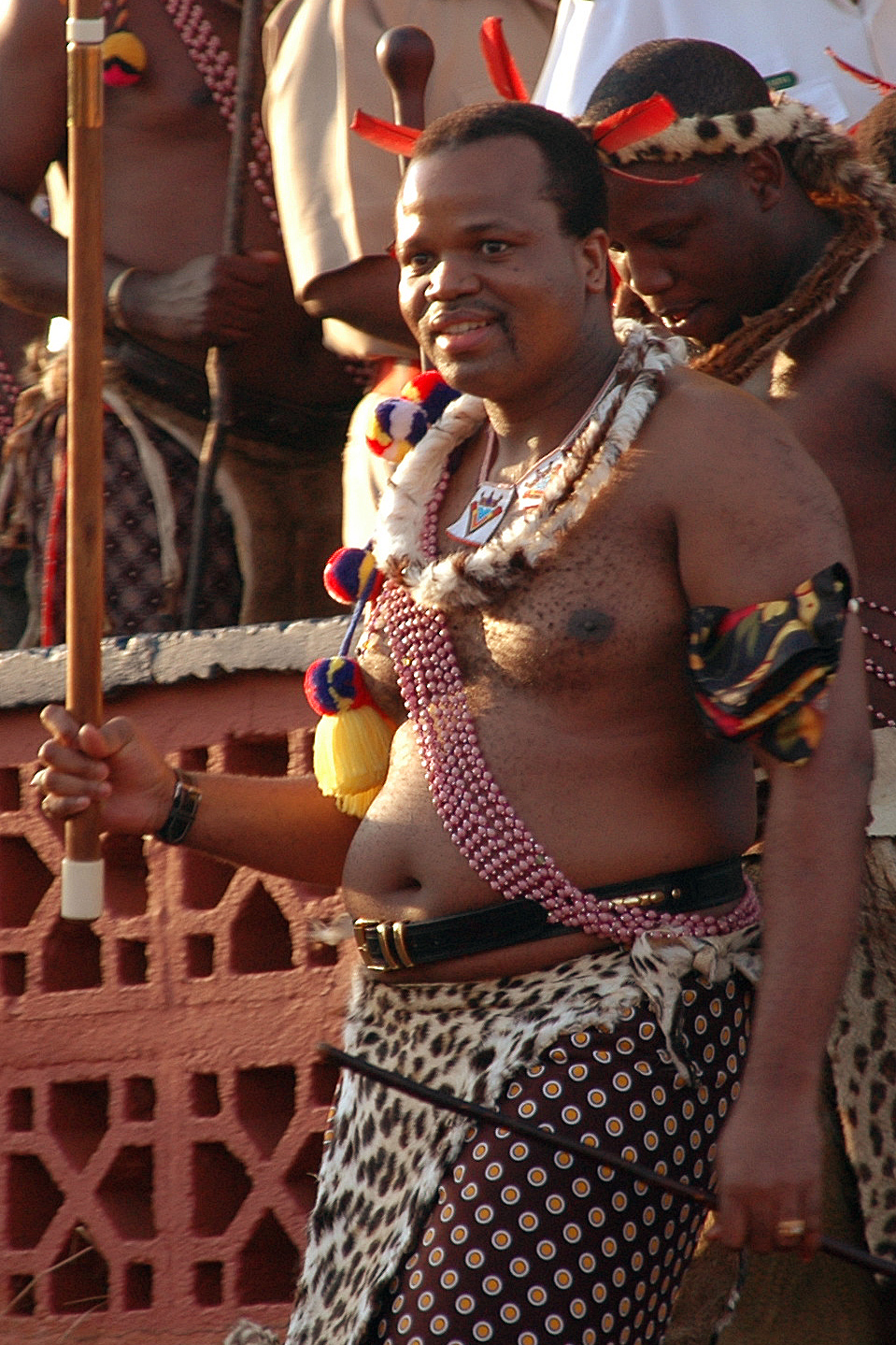
民族衣装姿のムスワティ3世（2006年）

2004年には言論・集会の自由を認める新憲法を制定しているが、国王専制に反対する野党勢力を取り締まるなど相反する政策を行っており、人民統一民主運動は「国王の権力を強化し、体制を永続化することが目的」と批判している。また、新憲法制定後も反対者の不当逮捕やジャーナリスト、労働組合指導者、LGBTへの弾圧を行っており批判を受けている。2000年頃には議会で「HIV患者は"滅菌"する必要がある」と発言したと言われている。
国民の1/3が貧困層であるという事実を軽視し、王室費だけではなく国家予算にまで手をつけて自家用のセスナ機やダイムラー製のマイバッハを購入したり、2004年には11人の妻のためにいくつもの宮殿を建設したりするなど、その散財癖が各国の非難を呼んでいる。宮殿建設のために国家予算を使用したことについては、首相のテンバ・ドラミニも「無謀と虚偽」と批判している。
2001年9月9日にはHIV/AIDSの蔓延を予防するため、2008年8月までの5年間性行為を禁止した。しかし、禁止から2カ月後に13番目の王妃を選び性行為に及んだことが発覚し、罰金として牛一頭を支払った。また、処女のみが参加を許されるリード・ダンスという国王のためのダンス儀式も行われ、毎年恒例となっている。2008年のリードダンスには7万人の処女が参加した。
アムネスティ・インターナショナルによると、ムスワティは2002年10月に18歳の少女ゼナ・マラングを王妃にするために誘拐したとされる。ゼナの母親は、彼女が二人組の男性に誘拐されたとして警察に訴えたが、その後、ゼナがムスワティの宮殿に王妃候補として迎えられたと聞かされる。母親はゼナを取り戻すため裁判を起こすが、法務大臣フェシェヤ・ムボンゲニ・ドラミニの介入により敗訴している。ゼナはその後二人の子供を産み、2010年に正式にムスワティの王妃となった。
2021年、民主化を要求するデモが激化。一時はムスワティ3世が国外逃亡したとの情報が報道されたが国内にとどまり、2022年現在も政権を掌握し続けている。

### 外遊

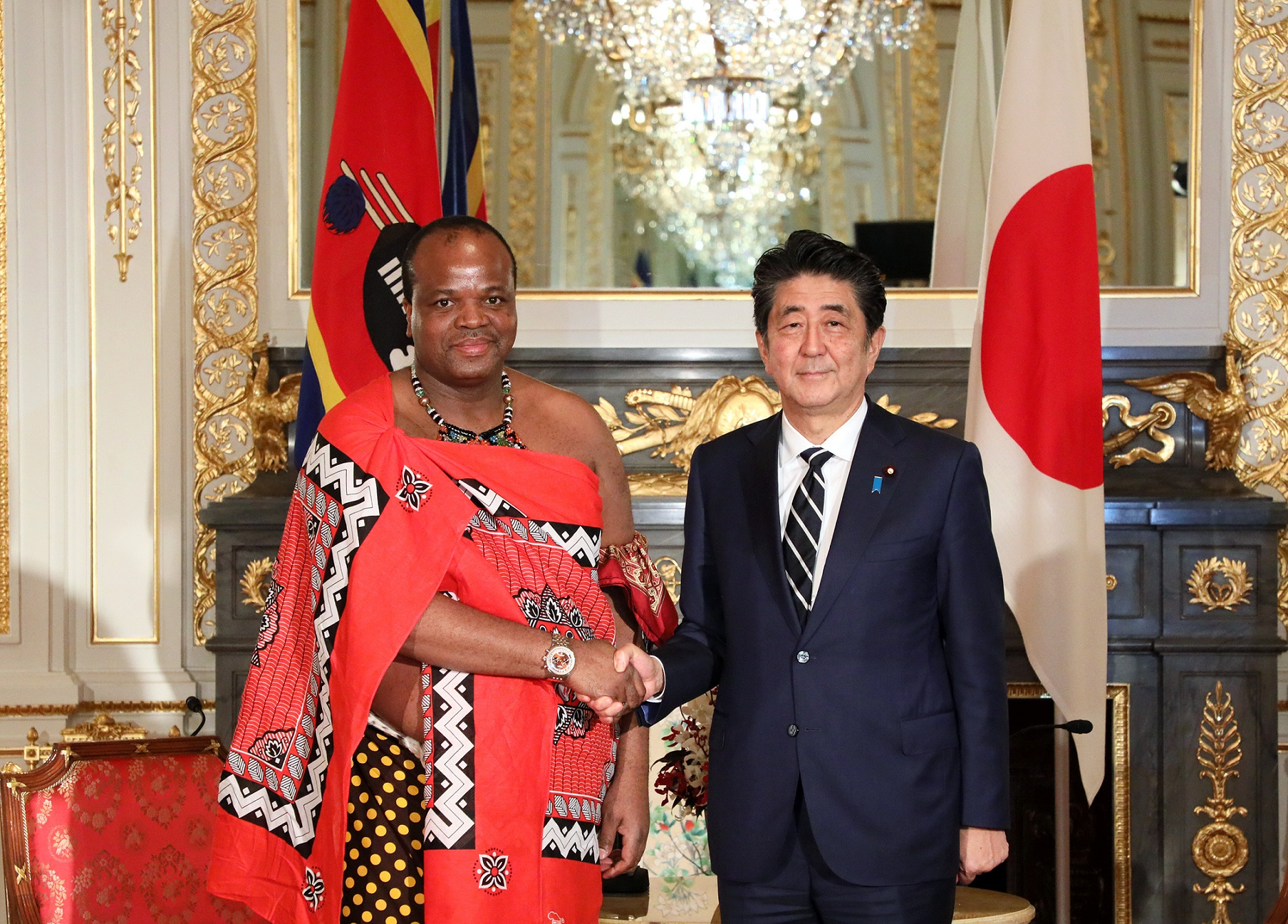
迎賓館赤坂離宮にて安倍晋三首相（当時）と
（2019年10月21日撮影）

2019年10月21日に迎賓館赤坂離宮で日本の安倍晋三首相と会談を行い、翌22日には今上天皇の即位礼正殿の儀に参列した。

## 家族
ムスワティには15人の妻と45人の子供がいる。そのうち最初の妻二人は議会によって選び出された。エスワティニの王位は先代国王の王妃と王室諮問評議会の助言によって選ばれる。
2024年9月2日にはジェイコブ・ズマ南アフリカ第11代大統領の娘であるノムセボと、リードダンスの最中に婚約した。

## 栄典

### 国内
- エスワティニ: ソブーザ2世王室勲章 (1986).[21]
- エスワティニ: シー・エレファント王室勲章 (2002)
- エスワティニ: クラウン王室勲章 (2002)
- エスワティニ: ムスワティ3世王室勲章 (2002)
- エスワティニ: スワジランド軍事勲章 (2002)
- エスワティニ: エレファント勲章 (2018)[22]

### 国外
- イギリス: 聖ヨハネ騎士勲章（1991年11月11日）[23]
- 南アフリカ: 喜望峰勲章（1995年8月）[24][25]